# 伊敷聡子
伊敷 聡子（いしき さとこ、1979年9月1日-）は、NHK沖縄放送局の元契約キャスター。

## 人物・経歴
沖縄県那覇市出身。立教大学を卒業後、アナウンサー事務所・エーゼットオフィス（AZ Office）に入る。同事務所が競艇関係の仕事を請け負っていたことから、日本レジャーチャンネル制作の競艇関係番組に出演していた。
- エーゼットオフィスには、かつてNHKで契約キャスターを務めていた人物も複数在籍している。番組単位などの契約でNHKの仕事を請け負っている人物もいる。

2007年春、NHK沖縄のキャスター採用試験に合格し、エーゼットオフィスを退社、帰郷。地域番組のリポーターを務めたほか、先輩たちの対局により契約キャスターのリーダーとなり、後輩たちをリード。この間に結婚した。
沖縄局の広報紙「ゆんたく」2012年3月号で在籍年数が5年に達したことから同月を以って退局することを発表した。

## 現在の出演番組
- りっかりっか沖縄（交替出演）
- NEWSおきなわ610 「ナマから調査隊」コーナー（交替出演）
- NHKラジオ深夜便「にっぽん列島くらしのたより」

## 過去の出演番組
- ハイサイ!てれびすかす→ハイサイ!ニュース610 「ナマからハイサイ!」コーナー（交替出演）
- ぐるっと8県 九州沖縄「沖縄ウィーク」最終日（2011年4月22日）